# Irma Mico
Pour les articles homonymes, voir Irma et Mico.
Irma Mico, née Rosenberg le 12 décembre 1914 à Suceava (Autriche-Hongrie) et morte le 2 janvier 2022 dans le 12e arrondissement de Paris, est une personnalité de la résistance française, d'origine juive roumaine, venue en France en 1937, avec son mari Grisha Rothstein, en raison de ses activités politiques. Avec son deuxième époux, Julien Mico, elle fait partie de l'organisation communiste Main-d'œuvre immigrée (MOI), et témoigne sur la Shoah en France ainsi que sur la Résistance juive.

## Biographie
Irma Rosenberg est née en 1914 à Suceava en Roumanie. Elle épouse Grisha Rothstein. Ils vivent à Bucarest. C'est une pianiste. En 1937, les Rothstein, membres du Parti communiste roumain, quittent la Roumanie avec la monté du nationalisme, pour s'installer à Paris. Grisha Rothstein participe à la guerre civile en Espagne. Elle fait la connaissance de son deuxième mari, Julien Mico.
Julien Mico et Irma Mico vont faire partie de la Main-d'œuvre immigrée. Elle parlait l'allemand et de fait participe à  une activité peu connue de la résistance communiste, le Travail allemand qui consiste à approcher des soldats de la Wehrmacht en France pour tenter de les convaincre de changer de camp et d'abandonner leur cause,,,,,,,.

## DocumentaireDas Kind (L'enfant)
En 2013, le documentaire de Yonathan Levy Das Kind retrace la vie d'Irma Mico sous l'occupation allemande,,.